# Danijel Brezič
Danijel Brezič (ur. 15 lutego 1976 w Murskiej Sobocie) – słoweński piłkarz występujący na pozycji pomocnika, od 2011 roku występujący w austriackim klubie Grazer AK. W reprezentacji Słowenii zadebiutował w 1998 roku. Rozegrał w niej jedno spotkanie.